# Anomala raydoma
Anomala raydoma är en skalbaggsart som beskrevs av Saylor 1948. Anomala raydoma ingår i släktet Anomala och familjen Rutelidae. Inga underarter finns listade i Catalogue of Life.